# کلییر لیک (مینه‌سوتا)
کلییر لیک، مینه‌سوتا (به انگلیسی: Clear Lake, Minnesota) یک شهر در ایالات متحده آمریکا است که در مینه‌سوتا واقع شده‌است.

## خصوصیات
کلییر لیک ۲٫۸۰ کیلومترمربع مساحت و ۵۴۵ نفر جمعیت دارد و ۳۰۳ متر بالاتر از سطح دریا واقع شده‌است.